# Topshelf Open 2013
Die Topshelf Open 2013 waren ein WTA-Tennisturnier der WTA Tour 2013 für Damen und ein ATP-Tennisturnier der ATP World Tour 2013 für Herren in Rosmalen in der Gemeinde ’s-Hertogenbosch und fanden zeitgleich vom 16. bis 22. Juni 2013 statt.

## Herrenturnier
→ Hauptartikel: Topshelf Open 2013/Herren
→ Qualifikation: Topshelf Open 2013/Herren/Qualifikation

## Damenturnier
→ Hauptartikel: Topshelf Open 2013/Damen
→ Qualifikation: Topshelf Open 2013/Damen/Qualifikation